# Grube Harmonie
Die Grube Harmonie oder auch Grube Alte Harmonie ist eine ehemalige Buntmetallerz-Grube im Ortsteil Harmonie von Eitorf im Rhein-Sieg-Kreis.

## Fördermengen und Belegschaft
| Zeitraum | Fördermenge (Cu) | Bergleute |
| -------- | ---------------- | --------- |
| 1872     | 20               | 85        |
| 1873     | 40               | 50        |
| 1974     |                  | 12        |
| 1876     |                  | 55        |
| 1977     |                  | 35        |

## Geschichte
Die erste urkundliche Erwähnung der Grube Harmonie/Alte Harmonie stammt vom 9. Mai 1800 mit der Mutung eines Kupfererzgangs durch Johann Heinrich Schlösser, Pastor Engels und Konsorten. Die Belehnung erfolgte am 24. Dezember 1801. Von Beginn an waren die Arbeiten immer wieder durch das Eindringen von erheblichen Mengen Grubenwasser beeinträchtigt, die mit Wasserkunst gehoben werden mussten. Das erschwerte die Arbeiten und führte zu Verlusten. Schließlich musste der Betrieb ab 1812 ruhen. Die Grubenbaue blieben offen. Das führte zu Gefahren für Menschen und Vieh. Der Bürgermeister von Eitorf brachte das am 7. November 1844 bei der Bergbehörde zur Anzeige. Der Berggeschworene Behmer aus Oberkassel richtete daraufhin am 18. November 1844 eine schriftliche Aufforderung sowohl an den damaligen Muter J. Telle aus Bonn als auch an die Ortspolizei in Eitorf mit der Aufforderung, umgehend für Abhilfe zu sorgen. Erst am 26. Mai 1845 war der alte Kunstschacht so weit fertig verfüllt, dass keine Gefahren mehr von ihm ausgingen. Am 7. November 1854 traf es den Schacht Harmonie bei Bourauel, der nicht verfüllt, randvoll mit Wasser gefüllt und in keiner Weise abgesichert war. Es kam zu einer längeren Auseinandersetzung, die erst 1857 mit dem Verschluss des Schachts beendet werden konnte. Ähnliche Probleme setzten sich in den Folgejahren fort. Ob während dieser Zeit auch Abbau betrieben wurde, ist nicht bekannt.
Zu einer erneuten Verleihung auf Kupfererze und Schwefelkies kam es am 14. August 1866. Der Grubenbetrieb wurde in der Folgezeit mit Untersuchungsarbeiten wieder aufgenommen, nachdem man die eingefallenen Stollen und Strecken wieder aufgewältigt und befahrbar gemacht hatte. 1875 wurde die Société anonyme des mines du Rhin Paris neuer Eigentümer. 1877 war die Grube wegen des hohen Wasserzuflusses abgesoffen. Man beschränkte sich von Juni bis Dezember 1877 auf Abbauarbeiten auf der 22-Lachter-Sohle. Die Belegschaft bestand aus 86 Mann, davon 35 unter Tage und 51 über Tage. 1888 arbeitete man auf der 90-m-Sohle. Die Probleme mit den Wasserzuflüssen waren inzwischen immer stärker geworden, so dass man 1909 beschloss, den Betrieb stillzulegen.